# Algarvia alba
Algarvia alba  è un mollusco nudibranchio della famiglia Facelinidae. È l'unica specie nota del genere Algarvia.